# 杜鵑花菌根

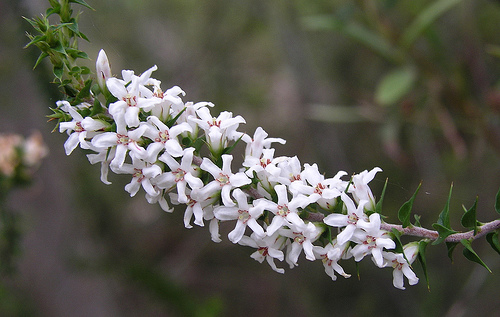
Epacris pulchella，一種產於東澳的杜鵑花科植物。

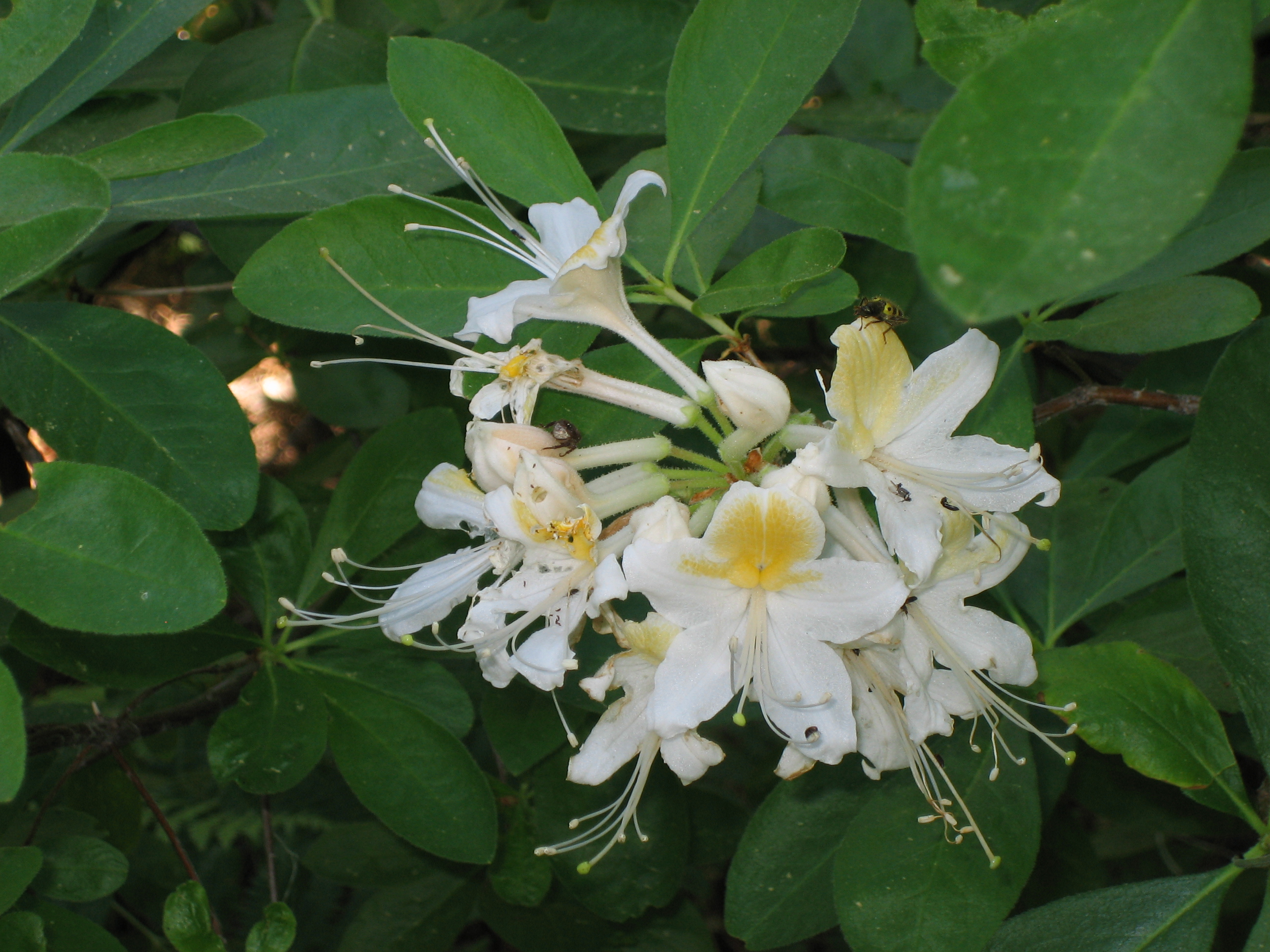
長柱杜鵑是一種產於北美西方的杜鵑花菌根共生植物。

杜鵑花菌根是一類和杜鵑花科植物共生的內生菌根真菌，杜鵑花科植物通常生活在北方針葉林、沼澤和石楠荒原等酸性貧脊的土壤，因此這種共生關係對杜鵑花科植物適應環境十分重要。經過分子鐘技術推定這種共生關係大約起源於1.4億年前。

## 構造和功能
杜鵑花科植物的是淺根性植物，根系分布很淺，根部沒有根毛但有極細的發根能讓杜鵑花菌根共生，菌根疏鬆的包附在根部的表皮細胞上後穿入皮層並在細胞間產生菌絲圈來將細胞緊緊包附，且通常只包裹住單個細胞，但並不穿入細胞膜。菌絲圈通常只能持續幾周，不久後便會崩壞分解。
菌絲圈是真菌和植物用來交換養分的場所，菌根提供來自土壤的養分而植物提供光合作用的醣類。杜鵑花菌根具有產生酵素來分解複雜有機物的能力，這讓一些菌根具有腐生能力，能取得有機上的營養，例如氮，這些礦物元素在杜鵑花科植物生長的環境是十分缺乏的。

## 種類

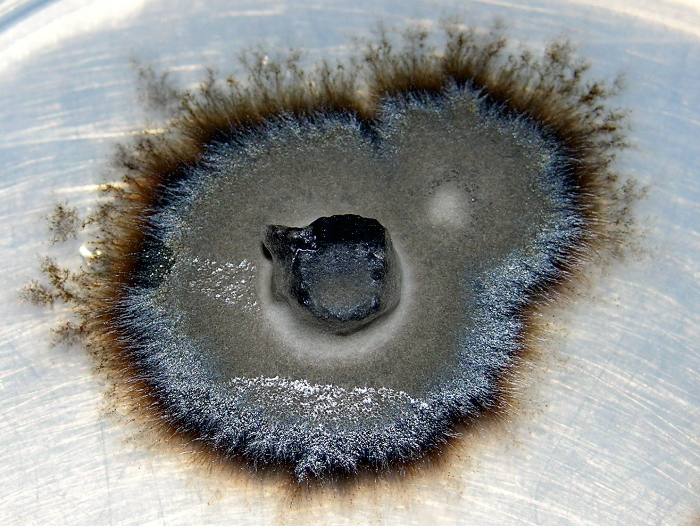
從Woollsia pungens分離的杜鵑花菌根Gamarada debralockiae。

目前對杜鵑花菌根主要的生理功能研究在於Rhizoscyphus ericae所分離下來的型態鑑定，Rhizoscyphus ericae原屬於囊菌剛的柔膜菌目，但現在歸類在Pezoloma 。除了Rhizoscyphus ericae外，目前可以培養子囊菌類的杜鵑花菌根有Meliniomyces (似Rhizoscyphus ericae), Cairneyella variabilis, Gamarada debralockiae和Oidiodendron maius  。DNA定序分析揭露了杜鵑花根系的真菌族群多樣性，但有可能包含其他非菌根真菌、腐生菌或寄生菌。 
除了子囊菌類外，亦有一些擔子菌類鏽革孔菌目的杜鵑花菌根，但無法培養

## 分佈
杜鵑花科植物廣泛分布在全世界(除了南極洲以外)，因此與其共生的菌根也廣泛分部在全世界。然而，有少數杜鵑花科植物並沒有和杜鵑花菌根共生，而是形成其他種類的菌根，包含manzanita (Arctostaphylos)、madrone (Arbutus)和Monotropoidiae。 這些菌根的分佈範圍仍然不確定，因為找尋這些真菌的共生植物並不容易，例如 Rhizoscyphus ericae 在南北半球都有分佈，但目前並沒有細分，目前有研究發現此類菌根有些的專一性不高，因此推測有些菌根據有較大的寄主範圍。

## 經濟重要性

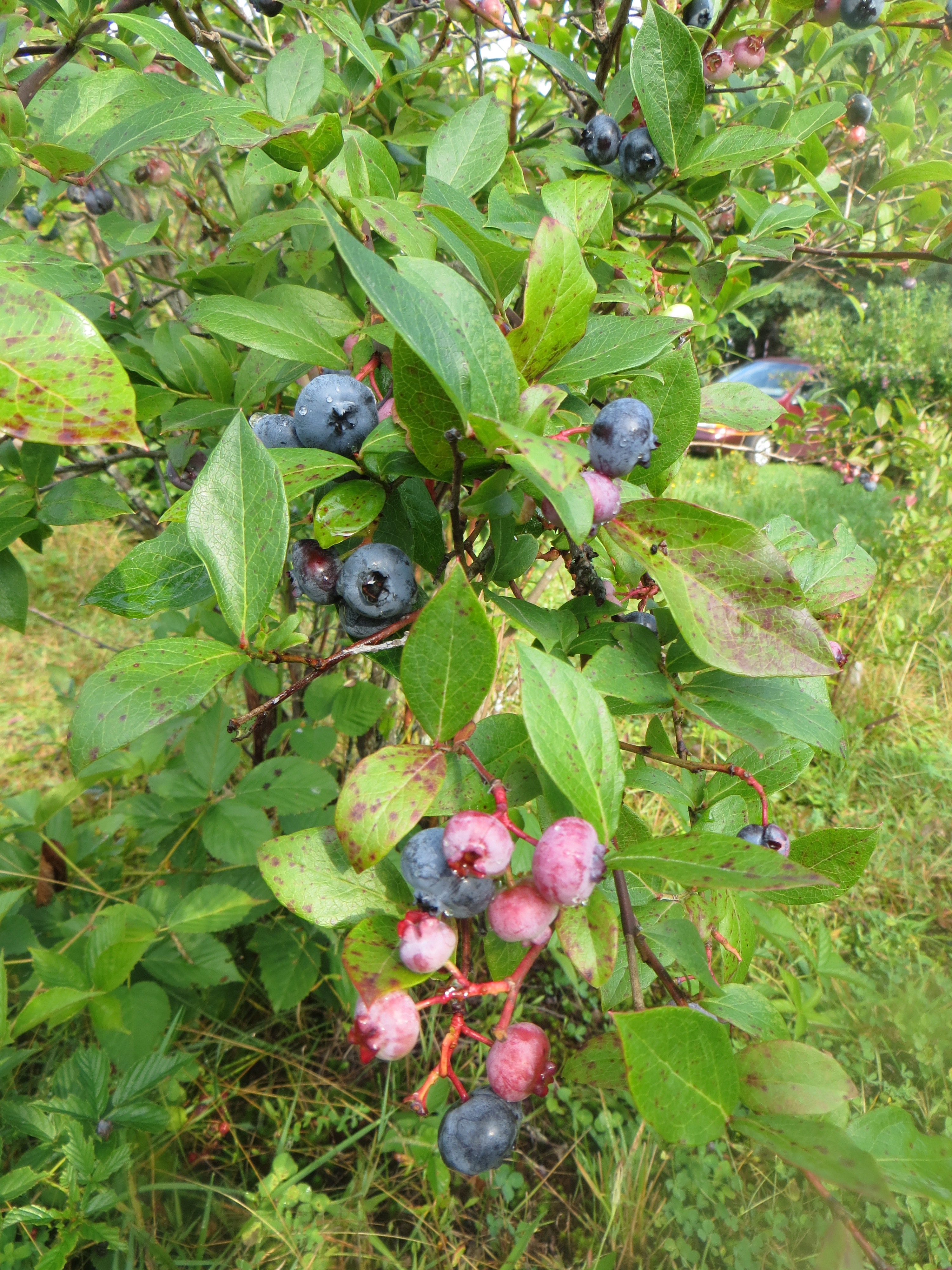
Northern highbush blueberries, Vaccinium corymbosum, an ericoid mycorrhizal crop

杜鵑花菌根和多種作物及觀賞植物產生共生關係，包含藍莓、小紅莓和杜鵑花屬植物，能增加植物吸收營養的能力。

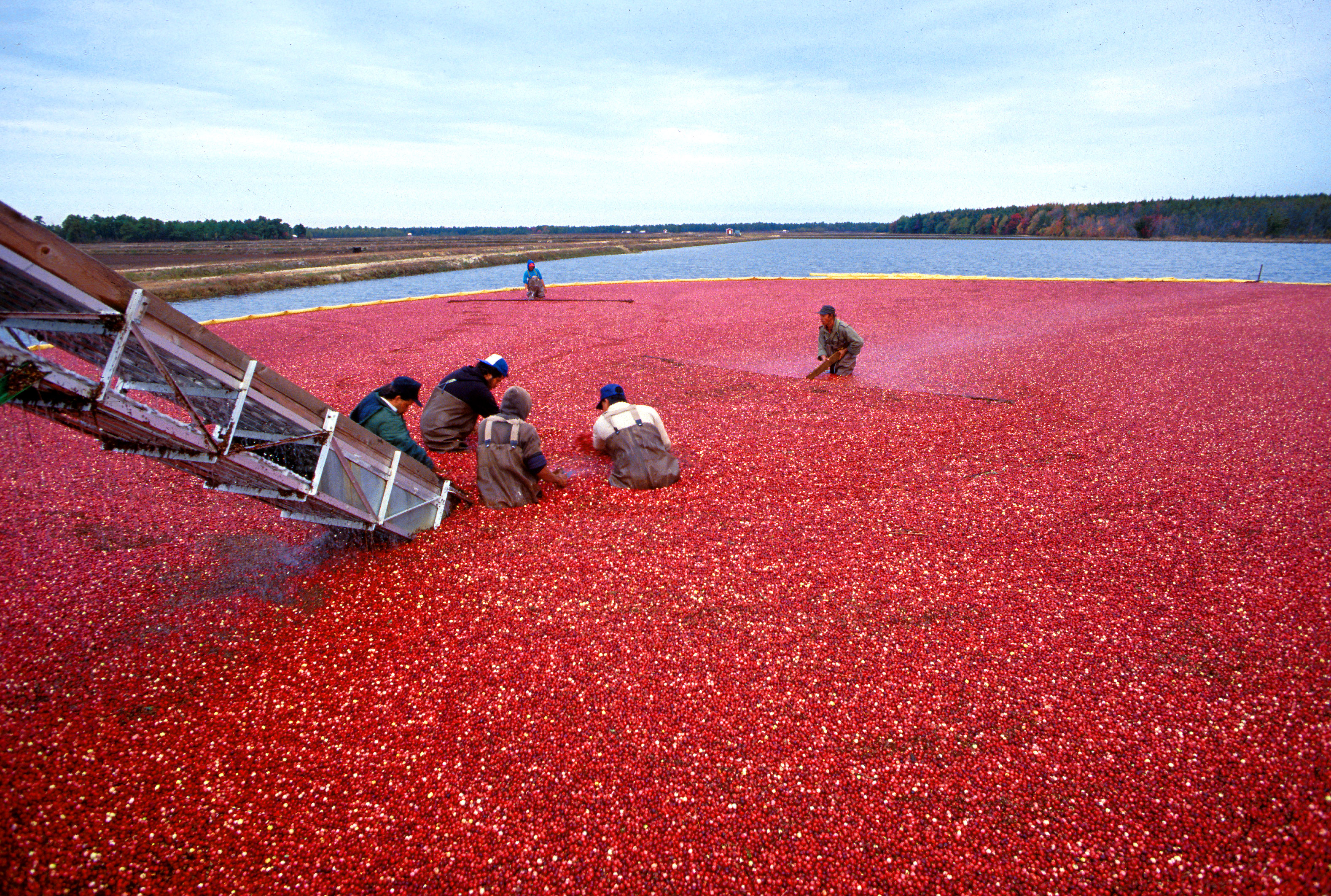
小紅莓是一種和杜鵑花菌根共生的作物。

## 外部連結
- Mycorrhiza Literature Exchange